# 中原健次

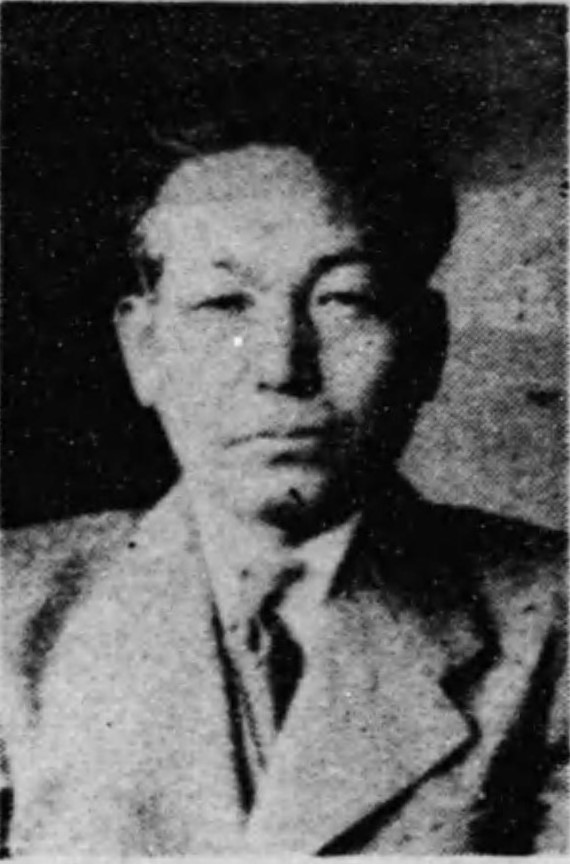
中原健次

中原 健次（なかはら けんじ、1896年（明治29年）5月14日 - 1978年（昭和53年）5月6日）は、大正末から昭和期の労働運動家、政治家。衆議院議員。

## 経歴
岡山県浅口郡玉島村上成（玉島町 、玉島市を経て現倉敷市玉島上成）で、農業・中原林三郎、松代の二男として生まれる。小学校を卒業し、1909年（明治42年）岡山市の荒物屋で奉公し、京都の呉服屋を経て、1917年（大正6年）岡山郵便局に勤めた。1918年（大正7年）勉学を志して上京し、警視庁巡査となり夜学に通った。この間、社会主義への関心を高めた。1920年（大正9年）体調を崩して帰郷し社会主義を独学した。
1923年（大正12年）岡山魚市場に勤め書記に就任。仲間と岡山社会問題研究所を開設。大衆教育同盟岡山支部長、日本労働組合評議会常任委員、中国地方評議会常任委員、岡山県無産者団体協議会常任委員、労働農民党岡山県支部常任委員などを歴任。1927年（昭和2年）野田醤油労働争議を指導し、1928年（昭和3年）三・一五事件で検挙された。1929年（昭和4年）7月、岡山市会議員選挙の初の普通選挙に岡山県無産者団体協議会から出馬して当選し2期在任。同年9月、岡山市政刷新同盟を設立し、市民病院の設立などの市民運動を展開した。1933年（昭和8年）の市会議員選挙では落選したが、1935年（昭和10年）の岡山県会議員選挙に社会大衆党から出馬して当選し、1937年（昭和12年）の市会議員選挙で再選された。同年12月の人民戦線事件で検挙され、1941年（昭和16年）に出獄したが、終戦まで当局の厳しい監視を受けた。
戦後、労働組合の再建に参画し、1945年（昭和20年）12月、日本労働組合総同盟常任中央執行委員、同岡山県連会長に就任。同年8月、日本社会党岡山県支部結成準備委員長に就任し、同年12月、県支部が結成されると副委員長となった。1946年（昭和21年）4月、第22回衆議院議員総選挙で岡山県全県区から社会党公認で出馬して初当選。1947年（昭和22年）4月の第23回総選挙で岡山県第2区から出馬して再選され、第24回総選挙でも当選。1948年（昭和23年）芦田内閣の補正予算案に党議に反して2度反対したため社会党から除名され、同年12月、黒田寿男らと労働者農民党を結成し1951年（昭和26年）書記長に就任した。1952年（昭和27年）10月の第25回総選挙では次点で落選。その後、1953年（昭和28年）4月の第26回から第28回総選挙まで連続して再選され、衆議院議員に通算6期在任した。この間、衆議院の農林、水産、厚生、労働、予算、社会労働などの常任委員を歴任。1960年（昭和35年）11月の第29回総選挙では次点で落選し、1962年（昭和37年）政界を引退した。
その後、岡山県社会運動史編集委員会委員長、岡山県社会運動史研究会会長などを務めた。